# Eurystrotos compacta
Eurystrotos compacta är en mossdjursart som först beskrevs av Norman 1866. Enligt Catalogue of Life ingår Eurystrotos compacta i släktet Eurystrotos och familjen Oncousoeciidae, men enligt Dyntaxa är tillhörigheten istället släktet Eurystrotos och familjen Diastoporidae. Arten är reproducerande i Sverige. Inga underarter finns listade i Catalogue of Life.